# Ramobia basifuscaria
Ramobia basifuscaria är en fjärilsart som beskrevs av John Henry Leech 1891. Ramobia basifuscaria ingår i släktet Ramobia och familjen mätare. Inga underarter finns listade.